# Советская педагогика
«Сове́тская педаго́гика» (укр. Радянська педагогіка) — щомісячний науково-теоретичний журнал Академії педагогічних наук СРСР. 

## Історія та опис
Видавали в Москві з 1937 року (до 1943 — орган Наркомосу РРФСР, з 1944 по 1966 — АПН РРФСР). Тираж (станом 1975 рік) — 83 тисяч екземплярів.
Висвітлював актуальні проблеми педагогічної науки та її методології, комуністичного виховання, навчання й освіти, розвитку системи народної освіти в СРСР і за кордоном. У журналі публікували статті з філософії, соціології, психології та методики виховання, з питань змісту й економіки освіти, зокрема професійно-технічної, середньої спеціальної та вищої; матеріали, що аналізують передовий педагогічний досвід. 
Рубрики: «Питання навчання і виховання», «Публікації та повідомлення», «На допомогу партійному навчанню», «Педагогічна освіта», «Самоосвіта вчителя», «Історія школи і педагогіки», «Школа і педагогіка за кордоном», «Критика і бібліографія», «Наукове життя» (інформація про діяльність Президії та інститутів АПН СРСР, університетських кафедр педагогіки та психології, про наукові конференції, зокрема міжнародні, з педагогічних проблем, про хід окремих актуальних педагогічних досліджень) тощо. З 1950 по 1971 рік роботу журналу очолювали Б. П. Єсипов, І. Т. Огородников, Ф. Ф. Корольов.
З 1992 року назва «Педаго́гика» (укр. Педагогіка), журнал продовжили видавати в РФ.